# Cymbidium mastersii
Cymbidium mastersii Griff. ex Lindl. 1845, es una especie de orquídea epífita y ocasionalmente litófita originaria del sudeste de Asia.

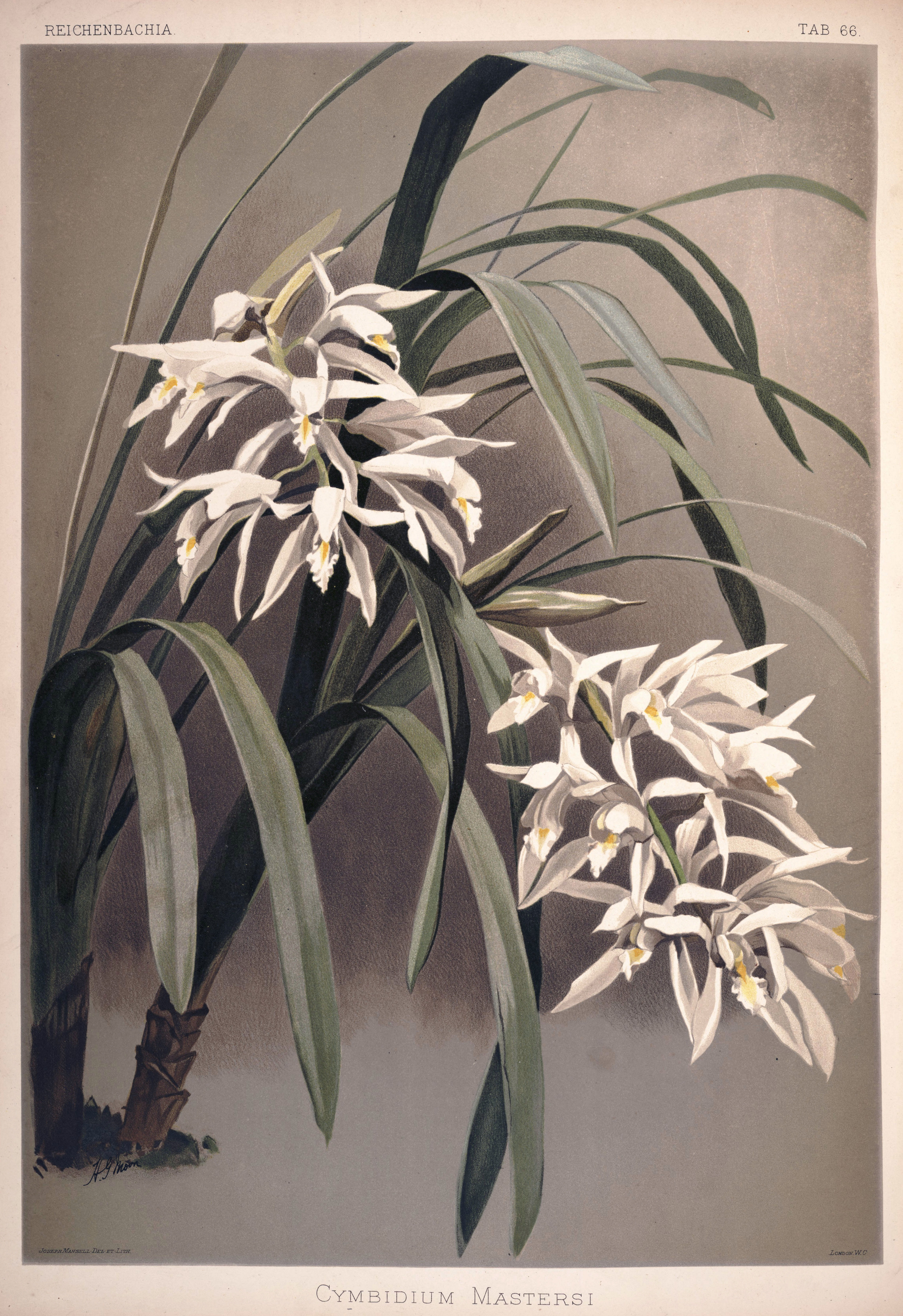
Ilustración

## Descripción
Es una especie de orquídea siempre de gran tamaño, que prefiere el clima fresco a cálido, es epífita, o litófita ocasional en humus terrestre, musgo o en la podredumbre de maderas, tiene el pseudobulbo alargado-elipsoide con hojas liguladas, arqueadas, disminuyendo,  apicalmente bilobulado de manera desigual. Florece  en una inflorescencia erecta con algunas a varias flores, tiene  30 cm de largo con flores de 6 cm de longitud con fragante olor a almendra. La floración se produce en el otoño y el invierno.

## Distribución y hábitat
Se distribuye por  el Himalaya Assam, la India, el Himalaya oriental, Bután, Birmania, el norte de Tailandia y China, a elevaciones de 900 a 2400 metros en los árboles y entre las piedras en los bosques de montaña.

## Taxonomía
Cymbidium mastersii fue descrita por Griff. ex Lindl.  y publicado en Edwards's Botanical Register 31: , ad pl. 50. 1845.
Etimología
El nombre deriva de la palabra griega kumbos, que significa "agujero, cavidad".  Este se refiere a la forma de la base del labio. Según otros estudiosos derivaría del griego "Kimbe = barco" por la forma de barco que asume el labelo.
mastersii: epíteto
Sinonimia
- Cymbidium maguanense F.Y.Liu (1996)
- Cymbidium affine Griff. 1851;
- Cymbidium micromeson Lindl. 1859;
- Cyperorchis mastersii Benth. 1881[1][3][4][5]

## Nombre común
- Castellano: Cymbidium del maestro